# Екатерина (флейт)
«Екатерина» — парусный флейт Балтийского флота Российской империи, находившийся в составе флота предположительно с 1730 по 1738 год. Во время несения службы использовался преимущественно в качестве транспортного судна в акватории Финского залива, а во время Войны за польское наследство в 1734 году участвовал в осаде Данцига. Осенью 1738 года налетел на риф у Гангута и разбился.

## Описание флейта
Парусный флейт с деревянным корпусом.

## История службы
Информации о точном времени и месте постройки флейта «Екатерина» не сохранилось, Вероятнее всего он был спущен на воду в 1730 году. После спуска на воду судно вошло в состав Балтийского флота России.
В кампании с 1730 по 1733 год использовался в качестве транспортного судна для перевозки грузов между портами Финского залива.
Во время Войны за польское наследство участвовал в действиях Балтийского флота под Данцигом в 1734 году. 15 (26) мая 1734 года с провиантом для осаждавших крепость войск и осадной артиллерией на борту вышел из Кронштадта в составе эскадры адмирала Т. Гордона. 27 мая (7 июня) эскадра прибыла к Пиллау, где артиллерия и провиант были выгружены на берег с помощью гребных судов. После этого флейт вернулся в Кронштадт.
В 1735 году вновь использовался для перевозки грузов между портами Финского залива. 30 апреля (11 мая) 1736 года вышел из Ревеля в Архангельск в составе отряда кораблей Балтийского флота, однако из-за открывшейся течи был вынужден лечь на обратный курс и в июле вернулся в Кронштадт. После ремонта флейт снова вышел из Кронштадта, дошёл до Колы, где остался на зимовку, и уже в следующем 1738 году достиг Архангельска.
27 июня (8 июля) 1738 года вышел из Архангельска в Кронштадт в составе отряда. В районе острова Кильдин разлучился с отрядом и продолжил плавание самостоятельно. 5 (16) сентября в Балтийском море в районе полуострова Гангут пинк «Екатерина» налетел на подводный риф и разбился.

## Командиры судна
Командирами флейта «Екатерина» в составе российского флота в разное время служили:
- шкипер Герец (1730 год)[4];
- шкипер Хитров (1731 год)[5];
- шкипер Курт (1732 год)[6];
- Эриксон (1733 год);
- Герец (1734 год);
- Чернышев (1735 год);
- Геретсен (1736—1737 годы);
- мастер А. Орлов (1738 год)[3].